# Плинтовка (река)
Плинто́вка — малая река в районе Капотня Юго-Восточного административного округа Москвы, левый приток Москвы-реки. Своё название получила от географического термина «плинтовка», который означает «участок пахотной земли на болоте». Речное русло заключено в подземный коллектор. По сообщению диггеров, вода Плинтовки сильно загрязнена нефтепродуктами. Питание реки осуществляется за счёт её притоков — Лесного и Среднего ручьёв.
Длина составляла 3 км, площадь водосборного бассейна — 3-6 км². Исток располагался в лесных болотах у пересечения Ставропольской и Чагинской улиц. Водоток проходил через Чагинское болото. Устье находилось к северу от деревни Чагино. Теперь река сливается в Главную отводную канаву на востоке Люблинских полей орошения к западу от улицы Капотня.